# Proedria
Proedria (gr. proedría, dosł. pierwsze miejsce) – prawo "pierwszego miejsca" w Atenach; prawo do zajmowania honorowego miejsca podczas igrzysk, zawodów i różnych przedstawień, np. upoważniające do zajmowania miejsca w pierwszych rzędach w teatrze. Przysługiwało kapłanom, posłom, przedstawicielom innych miast i zasłużonym obywatelom.